# Onthophagus necessarius
Onthophagus necessarius är en skalbaggsart som beskrevs av Edmund Reitter 1893. Onthophagus necessarius ingår i släktet Onthophagus och familjen bladhorningar. Inga underarter finns listade i Catalogue of Life.